# 春晗站
春晗站是金华轨道交通金义东线的一座车站，位于中华人民共和国浙江省金华市义乌市北苑街道宗泽北路与春晗路交叉口东南侧。本站于2022年12月28日投入使用。

## 车站结构
本站为路中高架三层侧式车站。

### 车站楼层
| 地上三层 | 侧式站台 | 侧式站台                                  | 侧式站台 | 侧式站台 |
|          |          | █ 金义东线往凌云站方向 （下一站：凌云）   |          |          |
|          |          | █ 金义东线往明清宫站方向 （下一站：秦塘） |          |          |
|          | 侧式站台 |                                           |          |          |
| 地上二层 | 站厅     | 售票机、客服中心、警务室、安检设施        |          |          |
| 地面     | 出入口   |                                           |          |          |

### 出入口
本站共设有4个出入口（A1、A2、B1、B2）。